# Chapelle du Mont-des-Alouettes
La chapelle du Mont-des-Alouettes ou chapelle des Herbiers est une chapelle située aux Herbiers dans le département de la Vendée. 

## Histoire
Le 18 septembre 1823, la duchesse d'Angoulême, fille aînée de Louis XVI, a offert les moyens financiers pour permettre la construction d'une chapelle. La duchesse du Berry y contribue aussi ; lors de son passage au mont des Alouettes, les murs de la chapelle sont encore en construction, sur les plans de l'architecte diocésain Maurice Ferré. 
Prévu par Louis Philippe d'être démoli, cet édifice étant resté longtemps inachevé, une souscription fut ouverte en 1962 par le Souvenir vendéen : cette chapelle fut finalement inaugurée le 28 avril 1968.

## Architecture
Il s'agit d'une architecture néo-gothique édifiée de 1825 à 1830 qui se fonde sur les plans de l'architecte Anatole Maquet.